# Paolo Pellegatti
Paolo Pellegatti (Milano, 22 maggio 1957) è un batterista italiano di musica jazz.

## Biografia
Nasce a Milano nel 1957 e si avvicina alla batteria all'età di 13 anni.
Inizia i suoi studi a 16 anni con Enrico Lucchini presso la scuola del Capolinea di Milano e svolge le sue prime esperienze professionali presso il Capolinea di Milano al fianco del pianista Luigi Bonafede. Qui incontra e inizia a collaborare anche con Mario Rusca, Guido Manusardi, Claudio Fasoli e Giorgio Gaslini.
Svolge la sua prima tournée internazionale con il Quintetto di Luciano Biasutti in Bulgaria a 19 anni.
Frequenta il Berklee College of Music di Boston, dove studia anche armonia e orchestrazione, con vibrafono e pianoforte come strumenti complementari.
Tra gli altri ha suonato e collaborato con Freddie Hubbard, Chet Baker, Dizzy Gillespie, Bob Berg, Joe Lovano, Lee Konitz, Steve Grossman, John Surman, Sal Nistico,Harry Edison, Pat La Barbera, Lew Tabakin, Art Farmer, Kevin Eubanks, Gary Bartz, Barney Kessel, Charles Tolliver, Carl Anderson, Pepper Adams, Cameron Brown, Clifford Jordan, Paul Jeffrey, Tony Scott,   Ronnie Cuber, Cecil Bridgewater, Eddie Lockjaw, Ray Anderson, Billy Harper, Jimmy Owens, Billy Pierce, Mike Melillo, Massimo Urbani, Lorenzo Petrocca, Ed Shuller, Gary Smulyan, Joe Newman.
Nel 1979 entra a far parte del quartetto del chitarrista Franco Cerri, con il quale realizzerà negli anni tre album, tra cui Cerri & Cerri  nel 1993 e A Django - En souvenir de Milan nel 1995.
Nel 1982 partecipa a uno  spettacolo teatrale  con Giorgio Albertazzi ed Elisabetta Pozzi.
Nel corso del 1985 alla collaborazione con Cerri si unisce anche il pianista Enrico Intra, con il quale collaborerà in 3 album tra 1986 e 2005 e comporrà anche libere improvvisazioni su lavori del cinema muto degli anni '20 e '30, Metropolis e Nosferatu.
Con Giorgio Gaslini prenderà parte a diversi festival internazionali e suona tra 1983 e 1985 in suoi quattro dischi: Indian Suite, Monodrama, Schumann Reflections e Skies of China.
Dal 1999 fa parte della "Drummeria" formata con altri quattro batteristi: Ellade Bandini, Walter Calloni, Maxx Furian e Christian Meyer, con i quali pubblicherà nel febbraio del 2006 La Drummeria - Live in Mono.
Nel 2007 pubblica "Il Mio Viaggio In Tibet", creazione musicale con la collaborazione dei Monaci Tibetani del Monastero di Dreipung (India).
Nel 2013 è la volta di The Snare Duets e successivamente, nel corso dello stesso anno, Pablito's Way (entrambi editi Limen Music).
È stato docente presso il Piccolo Conservatorio Nuova Milano Musica, la scuola Intona Rumori di Venezia, i Civici Corsi di Jazz di Milano e il Centro Jazz di Torino. Insegna presso l'accademia "Nel Centro della Musica" di Cusano Milanino e presso il Conservatorio Antonio Vivaldi di Alessandria.
È il fratello del giornalista sportivo Carlo.

## Discografia

### Discografia come leader
- 1999 - Natura Mediterranea (Celestio TBP-CEL027)
- 1999 - Dedicated To The Melody  (Les Atelier-France GO! MUSIC 2599-2)
- 2007 – Il mio viaggio in Tibet (A.M.Songs & Music)
- 2012 - The Snare Duets (Limen DVD009DTZ)
- 2012 - Pablito's Way (Limen DVD010DTZ
- 2014 - Live Collection (Ultrasound Records US-CD-135/S)[12]

### Collaborazioni

#### Con Giorgio Gaslini
- 1983 – Indian Suite
- 1984 – Monodrama
- 1984 – Schumann Reflections (JUMP RECORDS)
- 1985 – Skies Of China

### Altri album
- 1978 - Sunday Aprile 2 di Angelo Arienti (Carosello Records)
- 1979 – Locomotiva di Luigi Bonafede (Senz'H Società Cooperativa)
- 1979 – Cloudy di Claudio Fasoli (PALCOSCENICO RECORDS)
- 1979 – The Meeting di Claudio Fasoli – Pat La Barbera (Dire Rec.)
- 1980 – Dedication To A.A. & J.C. di Massimo Urbani (Red Record)
- 1985 – Richiami di Francesca Oliveri
- 1986 – Live In Sanremo ,live For Jazz, (Splash Records)
- 1986 – Contro La Seduzione di E. Intra
- 1988 – Sonnet For Sal Porter Praskin 4et con Sal Nistico (ORF, OBER OSTERREICH)
- 1990 – Jazz In Italy di Cerri – Intra Quartet (ARISTON PRODUCTION)
- 1991 – The Blues di Enrico Intra (SONY MUSIC ENTERTAINEMENT)
- 1991 – Kitchen Blues di Gigi Cifarelli (DDD, BMG)
- 1992 – F. Oliveri & The Deep River Choir di Francesca Oliveri (PHILOLOGY)
- 1993 – Nosferatu Sound Movie di E. Intra (SONY MUSIC ENTERTAINEMENT)
- 1993 – Cerri & Cerri di Franco e Stefano Cerri (SONY MUSIC ENTERTAINEMENT)
- 1995 – En Souvenire De Milan di Franco Cerri (IRD S.P.A)
- 1995 – You And The Night And The Music B. De Filippi – D. Friedman (CAROSELLO)
- 1995 – With You Along The Way di Luigi Bonafede (BEAT RECORDS)
- 1995 – Static Energy di Maurizio Caldura Quintet/Sextet (CALIGOLA RECORDS-HIGH TIDE)
- 1995 – Live At Vapore di Jazz Compilation (CALIGOLA RECORDS)
- 1995 – Invitation di Massimo Urbani
- 1996 – Trip Of Emotions di Marco Tamburini (ERNITAGE SRL)
- 1996 – Murrina Latina di Maurizio Caldura (CALIGOLA-HIGH TIDE)
- 1998 – The Rock Machine Compilation (FIVE RECORDS)
- 1999 – Metropolis Compilation (FIVE RECORDS)
- 2001 – Live In Mono La Drummeria (VIDEORADIO)
- 2002 – Livre Pra Ser con P. Diotti
- 2003 – Ubi Jazz 2003 Compilation (CIRCOLO 1554)
- 2003 – Dvd PercFest
- 2003 – Les Nuit D'afrique (EDEL MUSIC)
- 2004 – Dvd Tempi Moderni Drummers United
- 2005 – Tempo Di Perkuotere di Tullio De Piscopo (VIDEO RADIO)
- 2005 – Dissonanza – Consonanza di Enrico Intra (MUSICA JAZZ)
- 2007 – La lunga notte della batteria Compilation
- 2009 – Astor Piazzolla - Sono un uomo di Tango (Peter Soave - Nando De Luca Quintet)
- 2013 – La Drummeria e i musicisti della Scala ( NADIR MUSIC-AUDIOGLOBE)